# Hideki Matsutake

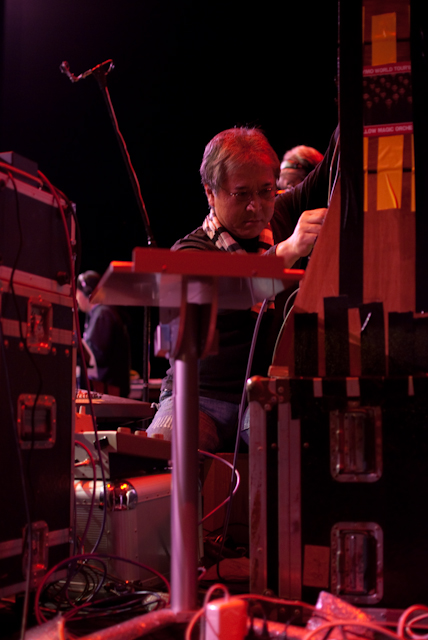
Hideki Matsutake (2010)

Hideki Matsutake (japanisch 松武 秀樹 Matsutake Hideki; * 12. August 1951) gründete Anfang der 1980er Jahre das Synthesizer-Projekt „Logic System“.

## Biografie
Logic System ist ein Projekt von Hideki Matsutake und diversen Mitarbeitern. Matsutake fing als Assistent von Isao Tomita in den 1970er Jahren an und ist als der Ablaufsteuerungsprogrammierer und Synth-Modulmaschinenbediener für Y.M.O. bekannt. Er war kein Mitglied von Y.M.O., arbeitete aber an den Alben ihrer früheren und mittleren Periode und reiste mit seinem riesigen Modulsynthesizern. Er führte auch Sequencing-Arbeiten für zahlreiche Synthiepop-Alben anderer Künstler durch, insbesondere am Anfang der 1980er Jahre. Im Dezember 2011 veröffentlichte die Gruppe The Residance den Song Unit im modernen Gewand neu – als Reminiszenz an Logic System.
Außerdem schreibt er für die Kolumne „Switched on Synthesizer“ im Sound & Recording Magazine. Logic System trat 1996 bei einem von Isao Tomita organisierten Großkonzertereignis auf. Matsutake ist auch Gastinterpret auf den in den U.S.A. erschienenen Towa-Tei-Alben. Auch gibt es kommerzielle MIDI-Dateien der ursprünglichen Y.M.O.-Lieder aus dem Jahr 2000, bei denen er vor 20 Jahren sicherlich beteiligt war.
In der Zeit von 1982 bis 2003 gab es noch einige in Japan veröffentlichte Alben. In Europa wurden in den Jahren 1981 und 1982 drei Alben mit den Titeln Logic, Venus und Orient Express veröffentlicht.